# Лутиново
Лутиново (пол. Łutynowo, нім. Lautens) — село в Польщі, у гміні Ольштинек Ольштинського повіту Вармінсько-Мазурського воєводства.
Населення — 268 осіб (2011).

## Демографія
Демографічна структура станом на 31 березня 2011 року:
|          | Загалом | Допрацездатний вік | Працездатний вік | Постпрацездатний вік |
| -------- | ------- | ------------------ | ---------------- | -------------------- |
| Чоловіки | 134     | 32                 | 92               | 10                   |
| Жінки    | 134     | 32                 | 78               | 24                   |
| Разом    | 268     | 64                 | 170              | 34                   |